# Kreatives Schreiben
Als kreatives Schreiben wird in Anlehnung an die Nutzung des Begriffs creative writing im englischsprachigen Raum oft das Schreiben von Literatur bezeichnet, etwa von erzählender Literatur und von Gedichten. Allerdings ist der Begriff im deutschsprachigen Raum unzureichend definiert. Gemeint sind häufig auch spielerische, therapeutische oder didaktische Herangehensweisen an das Schreiben.
Im englischsprachigen Raum bezeichnet creative writing auch das Studienfach, in dem das Schreiben von Literatur gelehrt wird. Bachelor- und Masterstudiengänge sowie Doktorate für kreatives Schreiben existieren in großer Zahl im englischsprachigen Raum. Im deutschsprachigen Raum werden entsprechende Abschlüsse nur vereinzelt angeboten (siehe unten).

## Begriff und Geschichte
Der Ausdruck „kreatives Schreiben“ leitet sich vom englischen 'creative writing' ab. Erstmals taucht der Ausdruck am Ende des 19. Jahrhunderts an amerikanischen Universitäten als Bezeichnung für Seminare auf, in denen Studenten der Literaturwissenschaft praktische Schreiberfahrungen sammeln sollen. Kurze Zeit später erscheinen unter dem Titel Creative Writing erste Handbücher. Weite Verbreitung fanden Begriff sowie Anleitungsmethoden und -kurse zum Verfassen literarischer Texte seit etwa 1920.
Wird „kreatives Schreiben“ in einem weiteren Sinn verstanden, so fallen unter den Begriff sämtliche Schreibformen, die auf Methoden der Ideenfindung zurückgreifen. Schriftsteller aller Zeiten haben Methoden und Techniken angewandt, die ihnen bei der Textproduktion geholfen haben. In diesem weiteren Sinne reicht die Geschichte des kreativen Schreibens bis in die Antike zurück. Ein frühes Beispiel ist Ciceros Traktat De inventione, in dem es u. a. um Auffindung des Stoffes (inventio), die Gliederung (dispositio) und die Ausdrucksweise (elocutio) geht – allerdings in der mündlichen Rede. Im Barock war der spielerische Umgang mit Sprache Zeichen von hoher Bildung und Eloquenz. Im frühen 20. Jahrhundert haben künstlerische Bewegungen wie Dadaismus und Surrealismus Schreibspiele als Inspirationsquelle neu entdeckt.

## Englischsprachiger Raum
Im englischen Sprachraum sind universitäre Ausbildungsgänge (Master of Creative Writing) selbstverständlich und seit den 1970er Jahren etabliert; das erste Creative-Writing-Programm in Großbritannien mit offiziellem formalem Studienabschluss wurde von den Schriftstellern Malcolm Bradbury und Angus Wilson 1970 an der University of East Anglia eingeführt. Gegenwärtig (2019) gibt es für das Fach Creative Writing allein in den USA 422-Bachelor- und 282-Masterstudiengänge. Zahlreiche erfolgreiche Autoren haben einen Universitätsabschluss im Fach Creative Writing, darunter etwa die Pulitzerpreisträger Jeffrey Eugenides, James Alan McPherson, Anne Tyler, Richard Ford, Larry McMurtry, Oscar Hijuelos und Michael Chabon. Auch der japanisch-britische Literaturnobelpreisträger Kazuo Ishiguro hat einen Masterabschluss im Fach Creative Writing.

### Chancen und Probleme von Schreibstudiengängen
Studiengänge in creative writing bieten die Chance, literarisches Schreiben vom Geniegedanken zu lösen, also von der Vorstellung, nur Genies könnten kreative Leistungen, wie zum Beispiel Literatur, hervorbringen. Ähnlich wie andere künstlerische Studienfächer, z. B. in bildender Kunst, Musik oder Schauspiel, bieten Schreibstudiengänge die Möglichkeit, handwerkliche Fähigkeiten auszubilden und von professionell Schreibenden zu lernen. Im Studium wird das Schreiben fortlaufend geübt und durch Rückmeldung ausgebildet, und es bietet die Gelegenheit für künstlerischen Austausch und den Aufbau von künstlerischen professionellen Netzwerken.
Das Problem der Programme zur Förderung kreativen Schreibens sei die ihnen zugrundeliegende Annahme, dass „Studierende, die nie ein Gedicht publiziert haben, andere Studierende, die nie ein Gedicht publiziert haben, lehren könnten, veröffentlichungsreife Gedichte zu schreiben.“ Bei dieser Kritik zeigt sich allerdings eine sehr konservative Vorstellung von Lehren und Lernen, während Studien zu Feedback auf Texte auf studentischer Ebene belegen, dass Peer-Feedback und Peer-Tutoring beim Schreibenlernen sehr wirksam sind (siehe Eintrag zu Schreibzentren). Der Autor Allen Tate kritisiert, dass „akademisch zertifizierte kreative Schreiber Creative Writing lehren und so andere kreative Schreiber produzieren, die nicht Schriftsteller sind, sondern wieder andere kreative Schreiber produzieren, die nicht Schriftsteller sind.“ Der Schriftsteller Verlin Cassill († 2002), der selbst Creative Writing-Kurse gab, wies darauf hin, dass diese Kurse heute immer öfter dazu benutzt werden, um mit Hilfe von Stipendien, Promotionen auf Grundlage der eigenen Werke (z. B. Biographien) und Druckkostenvorschüssen der Universitäten für deren Veröffentlichung zu akademischen Stellen bzw. Gehaltszulagen zu kommen. Die akademischen Programme seien inzwischen „vergiftet“; Cassill plädierte daher für die Auflösung der Interessenvereinigung der akademischen Creative Writers, der Association of Writers and Writing Programs, die 25.000 Mitglieder hat.
Andere Autoren halten dagegen, dass der Aufschwung der US-Literatur in den letzten 50 Jahren eindeutig mit dem Erfolg der Programme zu tun habe und dass diese insbesondere auch Angehörigen benachteiligter Gruppen wie der aus einer armen Familie stammenden Joyce Carol Oates oder Margret Walker, einer Vertreterin der afroamerikanischen Neo-Slave Narratives, die Möglichkeit gegeben hätten, für sich die Frage „Wer bin ich?“ zu reflektieren und zu beantworten. So verzeichnet die Pionierin der Creative Writing-Programme, die Universität von Iowa, zahlreiche Pulitzer-Preisträger unter ihren Absolventen, weist allerdings die Vermutung, dass das mit den Kursen zu tun habe, zurück und führt es in erster Linie auf die mitgebrachten Qualifikationen ihrer Studierenden zurück.

## Deutschsprachiger Raum
Im deutschsprachigen Raum hat die Verbreitung des Ausdrucks „kreatives Schreiben“ in den 1970er Jahren begonnen. Mit dem „Segeberger Kreis e. V.“ gibt es seit 1987 eine Fachgesellschaft, in der sich Schreiblehrer aus Hochschule, Schulen und der Erwachsenenbildung sowie Autoren, die zugleich kreatives, literarisches und journalistisches Schreiben lehren, treffen.
Die Verwendung des Begriffs ist nicht einheitlich, doch verallgemeinernd gesagt ist kreatives Schreiben auch im Deutschen eine Bezeichnung für Schreibansätze, die davon ausgehen, dass Schreiben ein kreativ-sprachlicher Prozess ist, zu dem jeder Mensch methodisch angeleitet werden kann. Kreatives Schreiben geht damit über klassischen Schreibunterricht hinaus, indem der Schwerpunkt auf den Prozess des Schreibens selbst gelegt und „durch assoziative, gestaltende und überarbeitende Methoden trainiert“ wird. Eine einheitliche Beschreibung dessen, was kreatives Schreiben umfasst, lässt sich kaum geben, weil die Ansätze sich in Grundlagen, Methoden und Zielen zum Teil sehr stark unterscheiden.
Im kreativen Schreiben lassen sich im deutschsprachigen Raum vier Hauptkonzepte unterscheiden:
1. Spiel mit der Sprache,
2. Therapie und autobiografische Selbstreflexion,
3. schulische Schreibdidaktik,
4. Pragmatik des Schreibens in Literatur, Theater, Film und Wissenschaft.

### Spiel mit der Sprache
Schreibspiele sind als Methode darauf spezialisiert, den oft schreibhemmenden Respekt vor dem geschriebenen Wort abzubauen. Vor allem in Schreibwerkstätten, aber auch in der Schule sind Schreibspiele oft Einstiegsübungen in komplexere Methoden des kreativen Schreibens. Schreibspiele werden in fast allen Konzeptionen in unterschiedlichen Formen eingesetzt. Sie helfen dabei, einen lustvollen Zugang zum sprachlichen Ausdruck und zur eigenen Sprache zu finden. Dennoch kommt der ausschließliche Einsatz von Schreibspielen bald an seine Grenzen. In der Regel kommen deshalb heute Konzepte, die allein auf Sprachspielen beruhen, kaum noch vor. Sie sind in der Regel eingebunden in weitergehende Konzepte.

### Therapie und autobiografische Selbstreflexion
Schreibprozesse haben häufig eine therapeutische Dimension: Eigene Erlebnisse und Erfahrungen, Ängste und Wünsche werden schreibend aufgegriffen und gestaltet. Regelmäßige Schreiberfahrung kann dazu führen, Entdeckungen über unbewusste Neigungen und Wünsche zu machen, weil der Schreibprozess immer wieder zu ähnlichen Themen, Stichworten und weiterführenden Gedanken führt.
Dieses Phänomen lässt sich therapeutisch nutzen. Ähnlich wie das selbstverständliche Sprechen in der Therapie, ist Schreiben eine Form von Selbstausdruck, bei der der Schreiber nicht nur handelt, sondern zugleich das Ergebnis seines Handelns betrachtet. Jürgen vom Scheidt unterscheidet deshalb zwischen dem inneren Schreiber und dem beobachtenden Ich. Obwohl die meisten Schreibprozesse in dieser Perspektive betrachtet werden können, ist es ratsam, den bewussten therapeutischen Einsatz kreativer Schreibmethoden professionell von einem Poesie- und Schreibtherapeuten begleiten zu lassen.
Eine einfache Methode, schreibend über sich selbst nachzudenken, ist das Führen eines Tagebuchs oder (bei begrenzten Zeitabschnitten) eines Journals. Es wird von Lutz von Werder empfohlen, im Tagebuch wie auch im Journal – gleichgültig zu welchen Themen – immer wieder auch mit literarischen Formen zu arbeiten (z. B. Gedanken in Haikus oder Senryūs zu „gießen“ oder in die Gedichtform „Elfchen“). Auch das bewusste Festhalten von Lebenserinnerung und Verfassen von Memoiren gehört hierzu. Zahlreiche fiktionale Texte enthalten autobiographische Spuren, die man sich in der Auseinandersetzung mit den eigenen Texten bewusst machen kann.
Wie kreatives biographisches Schreiben zu einem neuen Weg beim Erwerb der deutschen Sprache als Zweitsprache werden kann, zeigen Eva Finke und Barbara Thums-Senft in ihrem Handbuch Begegnung in Texten. Anhand zahlreicher Beispiele und detaillierter praktischer Ratschläge aus ihren eigenen Erfahrungen als Deutschlehrerinnen zeigen die Autorinnen, wie Kreatives Schreiben Deutsch Lernende dazu anregen kann, Gedanken in ihrer neuen Sprache zu Papier zu bringen, indem sie von der eigenen Biographie, von sich selbst ausgehen.

### Schulische Schreibdidaktik
Mit dem Bekanntwerden des kreativen Schreibens in der Bundesrepublik hatte die Schreibbewegung auch Einfluss auf den schulischen Unterricht. Bis in die 1970er Jahre dominierten das Diktat und der klassische Aufsatz die Schreibdidaktik. Dabei war der Aufsatzunterricht von schulischen Normen geprägt: Es galt, die wichtigsten schriftlichen Darstellungsformen als regelgerechtes Schreiben zu vermitteln. Zu ihnen gehörten:
- Bericht
- Beschreibung
- Erzählung
- Schilderung
- Betrachtung
- Erörterung

Freie Formen, wie der Erlebnisbericht, hatten dabei schulgerechten Normen zu genügen, die eine einheitliche Benotung ermöglichten.
Die Protagonisten des kreativen Schreibens haben den Schulunterricht von Anfang an als zu stark normiert kritisiert und Schreibhemmungen als Folge des normierten Unterrichts diagnostiziert. Pädagogen  haben diese Kritik aufgenommen und versucht, Alternativen zum konventionellen Aufsatzunterricht zu entwickeln. Den Anfang machte in den 1970er Jahren der curriculumsorientierte kommunikative Aufsatzunterricht, der in den 1980ern von bildungs- und identitätstheoretischen Ansätzen abgelöst wurde. 
Die Schreibdidaktik geht heute nicht mehr von „Aufsatzformen“ wie den oben genannten aus, sondern von Schreibhaltungen, die verschiedenen Textsorten angemessen sind (z. B. informieren, appellieren, argumentieren, unterhalten). Im Rahmen ihrer Vermittlung sind kreative Schreibverfahren zu selbstverständlichen methodischen Elementen geworden, die längst über den Deutschunterricht hinausgehen (d. h. auch in manchen anderen Schulfächern praktiziert werden). Im Unterschied zu den Entwicklungen der 1970er und 1980er Jahre ist seit den 1990er Jahren ein Methoden- und Konzeptionspluralismus zu verzeichnen. Sofern konzeptionell über den Einsatz von Techniken des kreativen Schreibens im Unterricht nachgedacht wird, ist das Bemühen zu bemerken, die verschiedenen Ansätze zu integrieren.
Das kreative Schreiben wird auch als Mittel zur Förderung der Schreibkompetenz im Unterricht zu Deutsch als Zweitsprache empfohlen, um so die verschiedenen Problemebenen (lexikalische, syntaktische, orthografische und grammatische Ebene) zu entzerren.
Während das kreative Schreiben der Schreibdidaktik zuzuordnen ist, gibt es in der Zielrichtung gewisse Überschneidungen mit dem literaturdidaktischen Ansatz des Handlungs- und produktionsorientierten Literaturunterrichts, bei dem auch kreative Elemente im Schreiben gewünscht sind, bei dem der Fokus aber auf dem Verstehen des literarischen Primärtexts liegt.

### Pragmatik des Schreibens

#### Literarisches Schreiben
Kreatives Schreiben will Anleitung zum Schreiben sein, ohne notwendigerweise anspruchsvolle Texte zu produzieren. Oft geht es darum, Spaß am schreibenden Umgang mit Sprache zu vermitteln oder die eigene soziale bzw. individuelle Rolle zu reflektieren. Allenfalls als Fernziel rückt dabei eine Textproduktion in den Blick, die höheren Ansprüchen genügen kann und auf Veröffentlichung abzielt.
Allerdings kennzeichnet dies nur den eigenständigen Ansatz in der deutschen kreativen Schreibbewegung. Die Grundzüge des amerikanischen creative writing waren hingegen von Anfang an darauf ausgerichtet, zu professionellem Schreiben und zur Selbsterfahrung anzuleiten. Dies ist erst seit den 1990er Jahren auch in Deutschland weiter verbreitet. Das literarische Schreiben zielt auf klassische Lyrik- und Prosaformen der Literatur sowie auf szenisches Schreiben. Aus den Schreibwerkstätten sind so allmählich Roman- und Dicht- bzw. Dichterwerkstätten geworden, in denen klassisches Formwissen mit den Methoden des kreativen Schreibens verbunden wird. Zahlreiche Schreibinstitute und einige universitäre Studiengänge bieten Lehrgänge und Fortbildungen für angehende Schriftsteller und Schreibpädagogen an. In den USA gibt es zum kreativen Schreiben 16 Zeitschriften. Seit 2000 gibt es mit TextArt auch eine erste deutsche Zeitschrift für kreatives Schreiben. Für den Deutschunterricht gibt es ein neueres Konzept literarischen Schreibens, das seit 2011 im Literaturhaus Stuttgart und in adaptierter Form seit 2018 im Literarischen Zentrum Göttingen sowie dem Literaturhaus Stuttgart im Rahmen einer jeweils eineinhalb- bis zweijährigen Weiterbildung an Deutschlehrende aller Schularten der Sekundarstufen vermittelt wird. Die fünf Werkstätten, die zur Wahl stehen, sind „Wort und Spiel“ sowie lyrisches, erzählendes, journalistisches und szenisches Schreiben.

#### Szenisches Schreiben
Unter szenischem Schreiben versteht man das Verfassen von Dramentexten (Theaterstücke) und Drehbüchern (Film und Fernsehen). Das Schreiben von Dialogen, Szenen und Szenenfolgen erfordert im Unterschied zum belletristischen Schreiben spezielle Fähigkeiten. Hierzu gehört:
- das Einhalten der Handlungslogik
- das Aufrechterhalten des Spannungsbogens über das gesamte Stück
- die Charakterisierung der Figuren allein durch ihr Handeln und Reden
- das Gestalten realistischer Dialoge
- das Verfassen von Regieanweisungen
- das Verfassen von Szenen nach konkreten Vorgaben (meist durch das Format festgelegt)
- das Gestalten eines formgerechten Drehbuchs

Das szenische Schreiben ist insbesondere durch die vermehrte Produktion von Fernsehfilmen und Fernsehserien durch die privaten Fernsehsender zu einem Tätigkeitsfeld mit großem Bedarf an professionellen Autoren geworden. Dem entstandenen Berufsbild des Drehbuchautors wurde in berufsbildender Hinsicht durch die Einrichtung von Studiengängen zum szenischen Schreiben an verschiedenen deutschen Hochschulen Rechnung getragen.

## Ausbildung und Studium in kreativem Schreiben im deutschsprachigen Raum
Im deutschsprachigen Raum gibt es im Bereich des kreativen Schreibens nur begrenzte universitäre Angebote. Das Hauptangebot besteht in Schreibkursen an Volkshochschulen oder in Schreibwerkstätten, Romanwerkstätten und Schreibseminaren von Vereinen, Literaturhäusern und privaten Anbietern. Einige Universitäten bieten über die Studienberatung oder ähnliche Einrichtungen Kurse im kreativen wissenschaftlichen Schreiben an. An der Universität Hildesheim (Studiengang Kreatives Schreiben und Kulturjournalismus) und der Universität Leipzig (Deutsches Literaturinstitut Leipzig) gibt es eine Ausbildung zum Schriftsteller. Die Alice-Salomon-Hochschule Berlin bietet einen Master-Studiengang Biografisches und Kreatives Schreiben an. An der SRH Berlin University of Applied Sciences wird der Bachelor-Studiengang Kreatives Schreiben und Texten angeboten, an der Fakultät Darstellende Kunst der Universität der Künste Berlin das Fach Szenisches Schreiben.
Außerhalb Deutschlands gibt es an der Berner Fachhochschule den Bachelor-Studiengang Literarisches Schreiben, an der Universität für angewandte Kunst Wien den Studiengang Sprachkunst, an der Filmakademie der Universität für Musik und darstellende Kunst Wien den Studiengang Buch und Dramaturgie und an der Universität Klagenfurt den Master-Studiengang Kreatives Schreiben und Schreibkulturen.

## Methoden
Beim kreativen Schreiben kommen Methoden zum Einsatz, mit deren Hilfe man Schreibblockaden abbauen, die Motivation steigern und beim Schreiben Selbsterfahrung machen kann. Um dies zu erreichen, sollen beim Schreiben möglichst beide Gehirnhälften eingesetzt, das heißt begriffliches und bildhaftes Denken miteinander verbunden werden. Als Inspirationsquellen dienen persönliche Erfahrungen und Erlebnisse aus Kindheit, Träume und Imagination.
Die eingesetzten Kreativitätstechniken und -methoden sind zum Teil für das kreative Schreiben entwickelt worden, weitere entstammen anderen kreativen Arbeitsfeldern.
Beispiele für reine Schreibmethoden sind
- Brainwriting
- Cluster
- Freewriting

Methoden, die nicht ausschließlich für das kreative Schreiben entwickelt wurden, sind z. B.
- Brainstorming
- Mind Map

Oft kommen nicht einzelne Methoden zum Einsatz, sondern eine Vielzahl, für die dann ein entsprechender organisatorischer Rahmen notwendig wird. Beispiele dafür sind
- Schreibwerkstatt
- Romanwerkstatt

## Kritik
Angesichts der Flut erfolgreich publizierter, aber wenig stilsicher erzählender und biographischer Texte, die sich nie an literarischen Formen und Vorlagen abgearbeitet haben, wird in Feuilletons verstärkt gefordert, dass auch das kreative Schreiben stärker intertextuell ausgerichtet werden und sich mit bedeutenden Vorbildern auseinandersetzen müsse. So wird in den USA deutlich zwischen literature und fiction sowie paraliterary fiction, also schlichter Unterhaltungsliteratur, bei der der Plot im Vordergrund steht unterschieden und gefordert, dass Fiction sich verstärkt mit literarischen Formen befassen solle.